# Valle Stura di Demonte

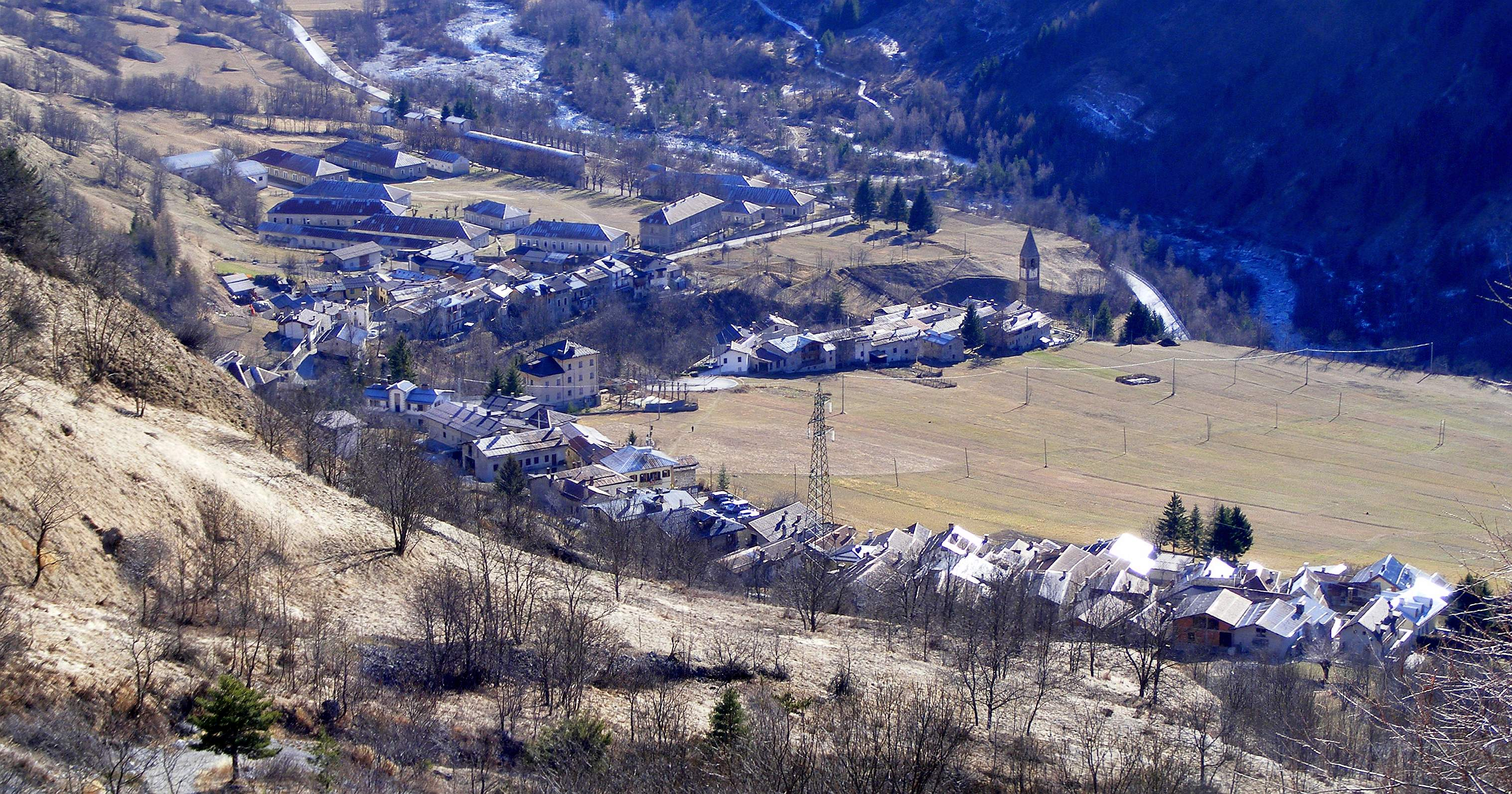
Dolina wokół Sambuco

Valle Stura di Demonte – dolina we włoskim regionie Piemont, w południowo-zachodniej części, w prowincji Cuneo.

## Położenie
Terytorium Valle Stura di Demonte jest podzielone między gminy Aisone, Argentera, Borgo San Dalmazzo, Demonte, Gaiola, Moiola, Pietraporzio, Rittana, Roccasparvera, Sambuco, Valloriate i Vinadio.
Nazwa doliny Valle Stura di Demonte pochodzi od rzeki Stura di Demonte, lewego dopływu rzeki Tanaro, który przepływa przez dolinę.

## Ważne szczyty
Znaczące szczyty otaczające dolinę:
| Nazwa szczytu          | Wysokość szczytu |
| ---------------------- | ---------------- |
| Monte Tenibres         | 3031 metrów      |
| Cima di Corborant      | 3010 metrów      |
| Becco Alto d'Ischiator | 2998 metrów      |
| Testa dell'Ubac        | 2991 metrów      |
| Enciastraia            | 2955 metrów      |
| Rocca dei Tre Vescovi  | 2867 metrów      |